# Musique copte
La musique copte est une musique jouée et chantée par les Coptes. 
Il s'agit principalement d'hymnodies appelés alhan, mais aussi de chants dévotionnels non liturgiques appelés taratil (ou taranim) chantés en dehors du culte. 
La musique copte n'a été étudiée que très récemment depuis une cinquantaine d'années.
Les enregistrements de la voix de Mikhail Girgis El Batanouny furent parmi les premiers enregistrements de la musique copte.

## Caractéristiques
Les chants antiphonaires sont encore l'une des caractéristiques majeures de la musique copte.
Certains chants folkloriques des paysans égyptiens ont des mélodies et des chants similaires à ceux de la musique copte.

### Chants liturgiques et chants non liturgiques
La musique copte est composée de chants liturgiques appelés alhan et de chants non liturgiques appelés taranim ou taratil. La musique copte, que ce soit sous sa forme liturgique ou non liturgique, est l'expression de l'identité copte ; elle permet une identification au passé et la communauté.

#### Alhan
Les alhan s'inscrivent dans la pratique de la musique liturgique copte.

#### Taranim,taratil
Les taratil ou taranim (termes arabes) sont des chants dévotionnels distincts de la musique liturgique copte. Il s'agit plus spécifiquement de cantiques se réfèrant aux anciens martyrs ou saints. Chanter les taranim ou les hymnes est essentiel dans la routine quotidienne de la communauté.

## Instruments
La musique copte attache une grande importance au rythme donné par certains instruments, tel le claquoir.
Elle est notamment caractérisée par l'usage d'instruments utilisés dans l'Égypte ancienne : trompettes, tambourins, timbales et flûtes.